# Церковь Святого Максимилиана (Дюссельдорф)
Церковь Святого Максимилиана (нем. St. Maximilian) — одна из наиболее старых и любимых паломнических католических церквей Дюссельдорфа, центр католической деятельности не только города, но и СРВ.

## История
В 1651 году, когда была сооружена цитадель Дюссельдорфа, шесть монахов-францисканцев начали в ней церковные службы. Эта дата и является датой основания церкви. Закончилось строительство церкви и её полное освящение через четыре года, в 1654 году. Горожане довольно щедро жертвовали на строительство и церковь стала центром духовно-культурной жизни города. Тогда она совмещала в себе как церковь, так и мужской монастырь ордена францисканцев.
В 1673 году при монастыре церковные власти разрешили открыть духовное училище для лиц, желающих стать священнослужителями, а в 1695 году и церковно-приходскую школу для детей, которая функционирует и по сей день, называясь «Макс-школой» в статусе начальной школы.
Со временам она перестала вмещать верующих, было принято решение о её расширении и 4 октября 1737 года новостройка была вновь освящена в честь святого Антония из Падуи.
По воспоминаниям современников, монахи так хорошо пели, что на службы собирались тысячи горожан. Но не только этим привлекал храм. Крупные пожертвования позволили францисканцам устроить лечебницу для больных, помогать материально нищим и бездомным и открыть при монастыре пивоварню.
В году секуляризации в начале XIX века над монастырём и церковью нависла угроза закрытия и только благодаря активным протестам горожан этого не случилось. Точнее, монастырь прекратил существование, а церковь, в числе немногих, осталась. Именно с этого времени она носит имя святого Максимилиана, замученного за отказ служить в армии в 295 году во время царствования римского императора Диоклетиана.
В начале XXI века она функционирует как приходская с расширенными правами и включает в себя как вновь воссозданный лицей францисканцев, так и городской совет католиков (расположенный в бывшем здании монастыря рядом с церковью), детский сад и службу благотворительной помощи каритас.

## Особенности
Прихожане храма гордятся тем, что в нём долгое время практикуются лучшие музыкальные традиции католической церкви. В том числе в XIX веке в качестве городских директоров музыки здесь служили такие великие композиторы, как Феликс Мендельсон Бартольди (1832—1835) и Роберт Шуман (1850—1853). Продолжаются эти музыкальные традиции и сейчас. На органе приезжают играть лучшие органисты мира, в Европе известен хор и оркест церкви.
Не меньшую известность принёс церкви и тот факт, что в её начальной церкви с 1804 по 1807 год учился (посещая богослужения) всемирно известный поэт, публицист и критик Генрих Гейне. Он продолжал обучение в лицее при церкви и в период с 1807 по 1814 год.
В часовне при церкви хранится чудотворный образ Богоматери, называемый «Мадонна с милостивыми глазами».
Кроме того, в помещении церкви сосредоточены важные культурные и художественные ценности Дюссельдорфа, в том числе живописные полотна школы Рубенса.